# 韶关西河体育中心
韶关西河体育中心，又名韶关西河体育场，是广东省韶关市的一座大型综合性体育场馆，位于武江区工业大道南侧，占地7.5万平方米，建成于1986年，总投资1000多万元，包括一个2.5万座位的体育场，配备足球场、田径场、篮球场等设施。

## 历史
韶关西河体育中心是韶关市为承办广东省第七届运动会而兴建，1986年9月，西河体育场竣工启用，同年举办的广东省第七届运动会田径比赛和闭幕式均在此举行。体育场为马鞍形钢筋混凝土框架结构，拥有25000个座位，设有国际标准的田径场与足球场。
1996年，韶关籍富豪潘苏通的松日集团收购广州松日足球俱乐部之后，将其主场迁往韶关西河体育中心，1999年曾外迁贵阳，2000年重回韶关，直至球队解散。在中国足球甲级B组联赛1998赛季，亦曾作为广东宏远足球俱乐部的主场。
2017年，西河体育中心暂停营业，开始全面翻修，重新修整田径场的草皮及看台，升级排水设施和照明系统，2018年11月，经过一年多的改造升级后，西河体育中心向广大市民开放。